# Machida
Machida (町田市?) è una città giapponese conurbata in Tokyo.